# L&N Federal Credit Union Stadium
Das L&N Federal Credit Union Stadium oder L&N Stadium (zuvor Papa John’s Cardinal Stadium und Cardinal Stadium) ist ein College-Football-Stadion in der US-amerikanischen Stadt Louisville im Bundesstaat Kentucky. Es liegt am südlichen Ende des Campus der University of Louisville. Es wurde 1998 eingeweiht und ist die Heimat des universitären College-Football-Teams der Louisville Cardinals (Atlantic Coast Conference). Seit dem Ausbau 2018 bietet die Anlage 61.000 Plätze.

## Geschichte
Der Bau begann im Juni 1996 und wurde im September 1998 mit einem Footballspiel der Louisville Cardinals gegen die Kentucky Wildcats eröffnet. Die Spielstätte wurde nach dem alten Cardinal Stadium benannt. Es befand sich von 1956 bis 2019 im Kentucky Exposition Center. Der Unternehmer John Schnatter, gebürtig aus dem nahegelegenen Jeffersonville, Indiana, zahlte fünf Mio. US-Dollar für die Sponsorrechte am Stadion. Das neue Stadion trug von 1998 bis 2018 den Sponsornamen der Restaurant-Kette Papa John’s Pizza.
Die offizielle Sitzplatzzahl in der hufeisenförmigen Anlage betrug bis zur Saison 2008 insgesamt 42.000. Ein Erweiterungsprojekt, das nach der Saison 2008 begann und rechtzeitig zur Saison 2010 abgeschlossen wurde, brachte die offizielle Kapazität auf 55.000. Ein weiteres Erweiterungsprojekt, das darauf abzielt, das offene Ende des hufeisenförmigen Stadions zu schließen, um 6000 zusätzliche Sitzplätze hinzuzufügen, wurde am 28. August 2015 angekündigt und 2019 abgeschlossen.
Am 13. Juli 2018 wurde das Stadion von der Präsidentin der University of Louisville, Neeli Bendapudi, in Cardinal Stadium umbenannt. Die Änderung erfolgte als eine Reaktion auf eine rassistische Äußerung von John Schnatter.
Am 20. Januar 2023 wurde das Stadion offiziell umbenannt, als die Universität mit der L&N Federal Credit Union einen 20-jährigen Sponsorenvertrag im Wert von 41,3 Millionen US-Dollar abschloss. Der Sponsor ist ein Finanzinstitut, das 1954 gegründet wurde, um Arbeitern der Louisville and Nashville Railroad zu dienen. Es bedient jetzt Kunden im gesamten Großraum Louisville.

## Veranstaltungen
Die Sportstätte war Schauplatz zahlreicher Veranstaltungen neben dem College-Football, darunter vier Länderspiele der US-Frauen-Fußballnationalmannschaft zwischen 1999 und 2004, Konzerte, Autoausstellungen und der jährliche Wettbewerb der DCI Louisville Drum & Bugle Corps, bei dem mehrere Corps aus dem Mittleren Westen auftreten. Auch der Baptistenpastor und Erweckungsprediger Billy Graham trat hier auf.

### Fußball-Länderspiele
Frauen
- 10. Okt. 1999:  Vereinigte Staaten –  Brasilien 4:2 (U.S. Cup 1999)
- 25. Juni 2000:  Vereinigte Staaten –  Costa Rica 8:0 (CONCACAF Women’s Gold Cup 2000)
- 01. Juli 2000:  Vereinigte Staaten –  Kanada 4:1 (Halbfinale im CONCACAF Women’s Gold Cup 2000)
- 06. Juni 2004:  Vereinigte Staaten –  Japan 1:1 (Freundschaftsspiel)